# Musée de l'école de Villeneuve-d'Ascq
Le musée de l'école  est un musée situé à Villeneuve-d'Ascq dans le quartier Sart-Babylone.

## Historique
Le musée est situé dans l'ancienne école Pasteur. Cette école, construite en 1883 et fermée à la rentrée 1979, était la première de l'agglomération roubaisienne à posséder des sanitaires à l'intérieur des bâtiments scolaires dans la première moitié du XXe siècle. C'est le dernier directeur (qui a occupé ce poste de 1972 à 1979) de l'école, M. Etienne Notardonato, qui a fait de la classe un musée.

## Collections
Le musée de l'école immerge ses visiteurs dans la vie éducative des années 1930-1960. On y présente les différentes matières enseignées à l'époque (morale, orthographe, calcul, géographie, histoire, etc.) ainsi que les objets indispensables au bon déroulement des leçons (tableau noir, estrade, bureau du maître, bancs, encriers, porte-plumes, porte-craies, ardoises, bouliers, livres, cahiers, poêle à charbon, piano de 1930, guide chant,...). Le musée possède une télécinéma datant de 1952 et construit par un artisan du quartier.